# 喜方寺駅
喜方寺駅（ヒバンサえき）は、大韓民国慶尚北道栄州市豊基邑にある韓国鉄道公社中央線の駅である。
2017年現在、ムグンファ号が1日4回停車する。

## 駅構造
- 島式ホーム1面2線の地上駅。

## 歴史
- 1942年4月1日：小白山駅として開業[1]。
- 1951年4月11日：駅舎新築、普通駅に昇格。
- 1976年7月10日：貨物取扱中止[2]。
- 1988年12月12日：現駅舎完成。
- 1988年12月23日：電化工事完成。
- 2009年9月：小白山（喜方寺）駅に改称。
- 2016年：喜方寺駅に改称。
- 2020年12月13日：複線電化新線への切り替えに伴い廃止。

## 隣の駅
韓国鉄道公社
中央線
丹陽駅 - (丹城駅) - (竹嶺信号場) - 喜方寺駅 - 豊基駅